# Zipfel-Lorchel
Die Zipfel-Lorchel (Discina fastigiata, Syn.: Gyromitra fastigiata) ist eine Pilzart aus der Familie der Giftlorchelverwandten. Kennzeichnend sind die großen Fruchtkörper mit braunen, hirnartig gefalteten und in mehrere Zipfel ausgezogenen Hüten.

## Merkmale

### Makroskopische Merkmale
Der Hut der Zipfel-Lorchel ist 4–10 cm hoch und breit, in Ausnahmefällen kann er auch noch größer werden. Er besteht aus mehreren nach oben gebogenen Lappen, wobei meist drei Zipfel ausgebildet werden. Die Hutoberfläche ist gerippt und grob hirnartig gewunden, die Hutlappen sind unregelmäßig umgeschlagen und zum Stiel abfallend geformt. Die Farbe variiert von gelb- bis rotbraun und verändert sich bei der Sporenreife bis hin zu schwärzlichen Tönen. Die Innenseite des hohlen Hutes ist weißlich. Der kreideweiße Stiel ist zylindrisch, rippig und zur Basis hin verdickt. Der untere Stielteil ist immer mit Erde bedeckt. Das Fleisch ist weiß gefärbt, zerbrechlich und wässrig bis saftig. Es besitzt einen schwachen spermatischen Geruch.

### Mikroskopische Merkmale
Die Fruchtschicht befindet sich auf der Oberfläche des Hutes. Die Sporen sind langelliptisch und messen ohne die beidseitigen Anhängsel 25–30 × 11–14 µm. Sie sind hyalin und besitzen im Inneren einen großen und zwei bis drei kleinere Öltropfen. Ihre Oberfläche ist etwas rau bis netzig-warzig. An den Enden haben sie jeweils mehrere spitze Anhängsel. In den Schläuchen befinden sich je acht Sporen.

## Artabgrenzung
Die Hüte der ebenfalls im Frühling fruktifizierenden Frühjahrs-Giftlorchel (Gyromitra esculenta) sowie der Riesen-Lorchel (Discina gigas) besitzen keine nach oben gebogenen Zipfel, die bei der Zipfel-Lorchel eher an die im Herbst erscheinende Bischofsmütze (Paragyromitra infula) erinnern. Mikroskopisch können beide Arten anhand ihrer Sporen unterschieden werden.

## Ökologie und Phänologie
Die Zipfel-Lorchel wächst als Saprobiont in reichen Laubwäldern, seltener im Nadelwald unter Fichten. Bevorzugt werden kalkhaltige Böden. Die Fruchtkörper erscheinen im Frühling von März bis Mai. In Mitteleuropa kommt die Art zerstreut von Niederösterreich bis Nordostdeutschland vor, wobei sie in Böhmen relativ häufig auftreten soll. Deutsche Vorkommen sind unter anderem aus dem Thüringer Becken, dem Kyffhäusergebiet und aus der Umgebung von Feldberg bekannt. Auch in Italien sind Funde nachgewiesen.

## Systematik
Die Art wurde lange Zeit zu den Giftlorcheln (Gyromitra) gezählt, bis die Gattung im Jahr 2023 aufgespalten und in 8 Gattungen gesplittet wurde. Für die Verwandtschaftsgruppe um die Zipfel-Lorchel wurde die Gattung Discina wiederbelebt, die bereits im Jahr 1849 von Elias Magnus Fries aufgestellt worden war.

## Bedeutung
Der Speisewert der Zipfel-Lorchel ist umstritten. Während einige Autoren die Art für essbar halten, stand sie auch im Verdacht, Gyromitrin zu enthalten und eine mögliche Vergiftung des Gyromitra-Typs verursachen zu können. Gyromitrin konnte in der Zipfel-Lorchel nicht nachgewiesen werden; allerdings enthält sie 1-(2-Hydroxyacetyl)pyrazol, einen Stoff, der dem Gyromitrin strukturell ähnlich ist. Ob dieser toxisch ist und beim Verzehr der Zipfel-Lorchel gesundheitsschädliche Auswirkungen hat, ist nicht bekannt.